# Incontri con uomini straordinari (romanzo)
Incontri con uomini straordinari è un libro scritto dal mistico e filosofo greco-armeno Georges Ivanovič Gurdjieff, pubblicato postumo nel 1963. Il testo rappresenta la seconda parte di una trilogia intitolata "Tutti e tutto" (All and Everything), la cui prima parte è "I racconti di Belzebù a suo nipote" e la terza parte "La vita è reale solo quando Io sono". Questo libro è spesso descritto come un'opera autobiografica, ma si colloca anche nel campo della filosofia esoterica, riflettendo le idee e le esperienze mistiche di Gurdjieff.

## Contenuti e temi
Nel libro, Gurdjieff racconta le sue esperienze di vita, in particolare le sue ricerche spirituali, che lo portarono a viaggiare in diverse parti del mondo alla ricerca della conoscenza occulta e della saggezza antica. Gurdjieff presenta una serie di "uomini straordinari" che ha incontrato lungo il suo cammino. Questi uomini, provenienti da culture diverse e portatori di sapienze esoteriche, hanno contribuito a plasmare il suo pensiero e la sua visione del mondo. Il libro non segue una trama tradizionale, ma è piuttosto un insieme di episodi biografici che mettono in luce l’importanza del "lavoro su di sé" e della crescita interiore, temi centrali nel sistema filosofico che Gurdjieff avrebbe poi sviluppato, noto come Il Quarto Cammino. Ogni personaggio descritto è emblematico di una qualità spirituale o di un tipo di conoscenza che Gurdjieff cercava di assimilare. Gli "uomini straordinari" sono quindi simboli di saggezza e disciplina interiore.

## Struttura
Il libro è suddiviso in dieci capitoli, ognuno dei quali è dedicato a uno degli uomini che Gurdjieff considera straordinari. Tra questi uomini ci sono figure di maestri spirituali, filosofi, viaggiatori e studiosi che hanno influenzato il suo sviluppo personale e filosofico. Alcuni dei personaggi sono storici, altri invece sembrano essere figure composite, basate su più persone che Gurdjieff potrebbe aver incontrato, mentre altri ancora sono possibili rappresentazioni simboliche o mitologiche.
Tra i principali personaggi presentati nel libro troviamo:
- Padre Giovanni: un sacerdote cristiano con una saggezza profonda che colpisce Gurdjieff per la sua umiltà e comprensione della natura umana.
- Principe Lubovedskij: un cercatore di verità e conoscenze nascoste, che condivide con Gurdjieff un ideale spirituale.
- Ekim Bey: un musicista che trasmette a Gurdjieff un apprezzamento per il potere della musica nell'elevare la coscienza umana.
- Soloviev: un matematico e filosofo, rappresentante di una visione razionale e speculativa della realtà.

## Filosofia
"Incontri con uomini straordinari" espone molte delle idee che Gurdjieff avrebbe successivamente approfondito nel suo insegnamento. Uno dei temi fondamentali è la necessità di risvegliare la propria coscienza attraverso il "lavoro interiore". Gurdjieff propone l'idea che la maggior parte delle persone viva in uno stato di "sonno", inconsapevoli del loro vero potenziale spirituale. Attraverso l'incontro con questi uomini straordinari, Gurdjieff cerca di trasmettere l'importanza di raggiungere una maggiore consapevolezza e di comprendere i meccanismi della psiche umana. Il libro include anche riferimenti a tradizioni esoteriche antiche, come il sufismo, lo gnosticismo e la filosofia orientale, che influenzarono profondamente il pensiero di Gurdjieff. Egli vede questi incontri come tappe fondamentali nella sua ricerca della verità e della conoscenza superiore, che culminano nella creazione del suo sistema filosofico.

## Influenza Culturale e Adattamenti
"Incontri con uomini straordinari" ha esercitato una significativa influenza sui movimenti spirituali e filosofici del XX secolo. Le idee di Gurdjieff hanno trovato risonanza in vari campi, dalla psicologia transpersonale alla New Age, fino all'esoterismo contemporaneo. Il libro è stato anche letto come una sorta di guida spirituale per coloro che cercano di approfondire la propria comprensione del significato della vita e del ruolo della coscienza umana.
Nel 1979, il libro è stato adattato in un film omonimo, diretto da Peter Brook, un noto regista teatrale e cinematografico. Il film è stato prodotto con la stretta collaborazione di allievi di Gurdjieff e cerca di riflettere lo spirito del libro attraverso una narrazione visivamente intensa e simbolica.

## Edizioni
- (EN) George Gurdjieff, Meetings with Remarkable Men, a cura di Alfred Richard Orage, collana All and Everything, Routledge & Kegan Paul, 1963.
  -  Incontri con uomini straordinari, traduzione di G. Bartoli, 10ª ed., Adelphi, 1993, ISBN 978-8845909702.